# Réti ecsetpázsit
A réti ecsetpázsit (Alopecurus pratensis) az egyszikűek (Liliopsida) osztályának perjevirágúak (Poales) rendjébe, ezen belül a perjefélék (Poaceae) családjába tartozó faj.

## Előfordulása
Európában és Ázsiában általános; Írországtól Kínáig mindenütt megtalálható. Észak- és Dél-Amerikába, valamint Ausztráliába betelepítették. Magyarországon többek közt a Hevesi Füves Puszták Tájvédelmi Körzet területén él.

## Alfaja, változata
- Alopecurus pratensis subsp. alpestris (Wahlenb.) Selander
- Alopecurus pratensis var. aquaticus (Dumort.) Mathieu

## Megjelenése
A réti ecsetpázsit lazán vagy tömöttebben bokros növekedésű, évelő fű, felálló vagy tövétől felemelkedő erőteljes, vékony szárakkal és kevés csomóval. A szárak mintegy 30-120 centiméter magasak. A levágott csúcsú levélnyelvecske 2-3 milliméter hosszú, ép szélű. A levélhüvely kopasz, kissé felhasított és gyengén felfújt. A levéllemez kopasz, telt zöld, gyengén érdes, csúcsa hegyes vagy kihegyezett, lapos, 3-10 milliméter széles és 4-40 centiméter hosszú, a szár felső levelei egyre rövidebbek. Rendkívül tömött, hengeres bugavirágzata tompa csúcsú, igen puha, 3-12 centiméter hosszú és 8-10 milliméter széles, fakózöld vagy gyengén ibolyás árnyalatú. A pelyvák majdnem közepükig vagy azon felül összenőttek, hosszú pillásak. A buga főgerincének egy-egy ágán 4-6 füzérke áll.

## Életmódja
Nedves, üde hegyi réteken, magas sásosokban és ligetekben nő, tápanyagban gazdag talajokon. A virágzási ideje májustól július végéig tart.

## Képek

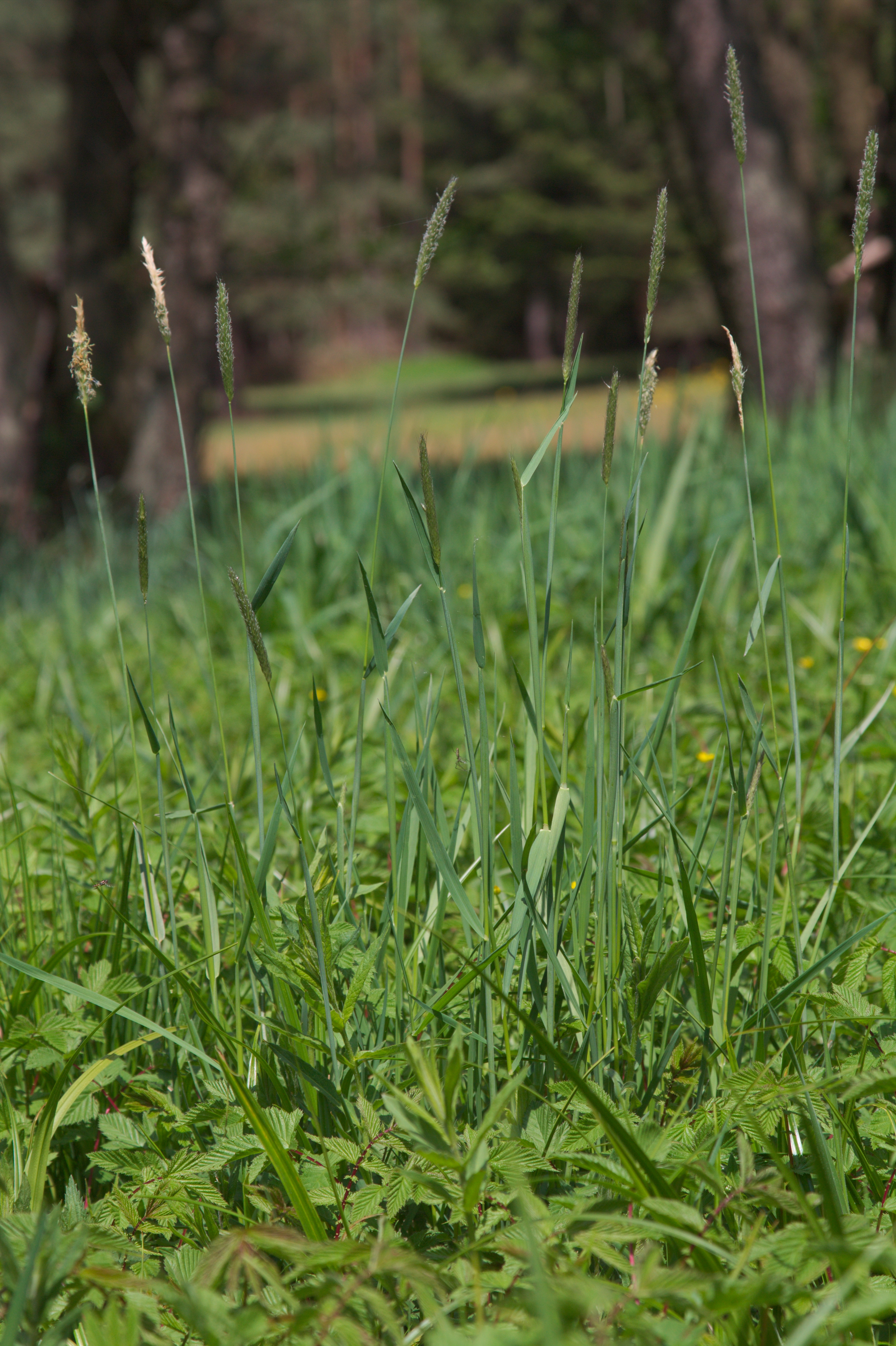
A növény
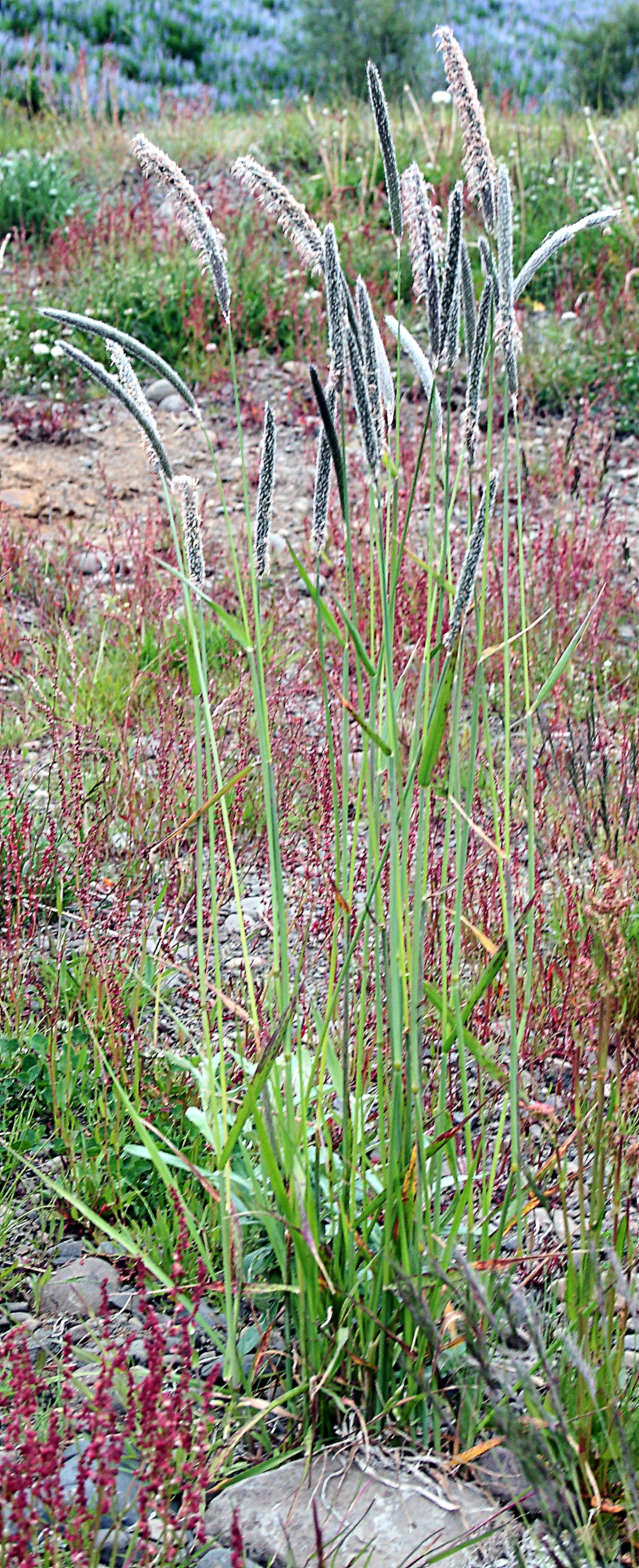
a természetben
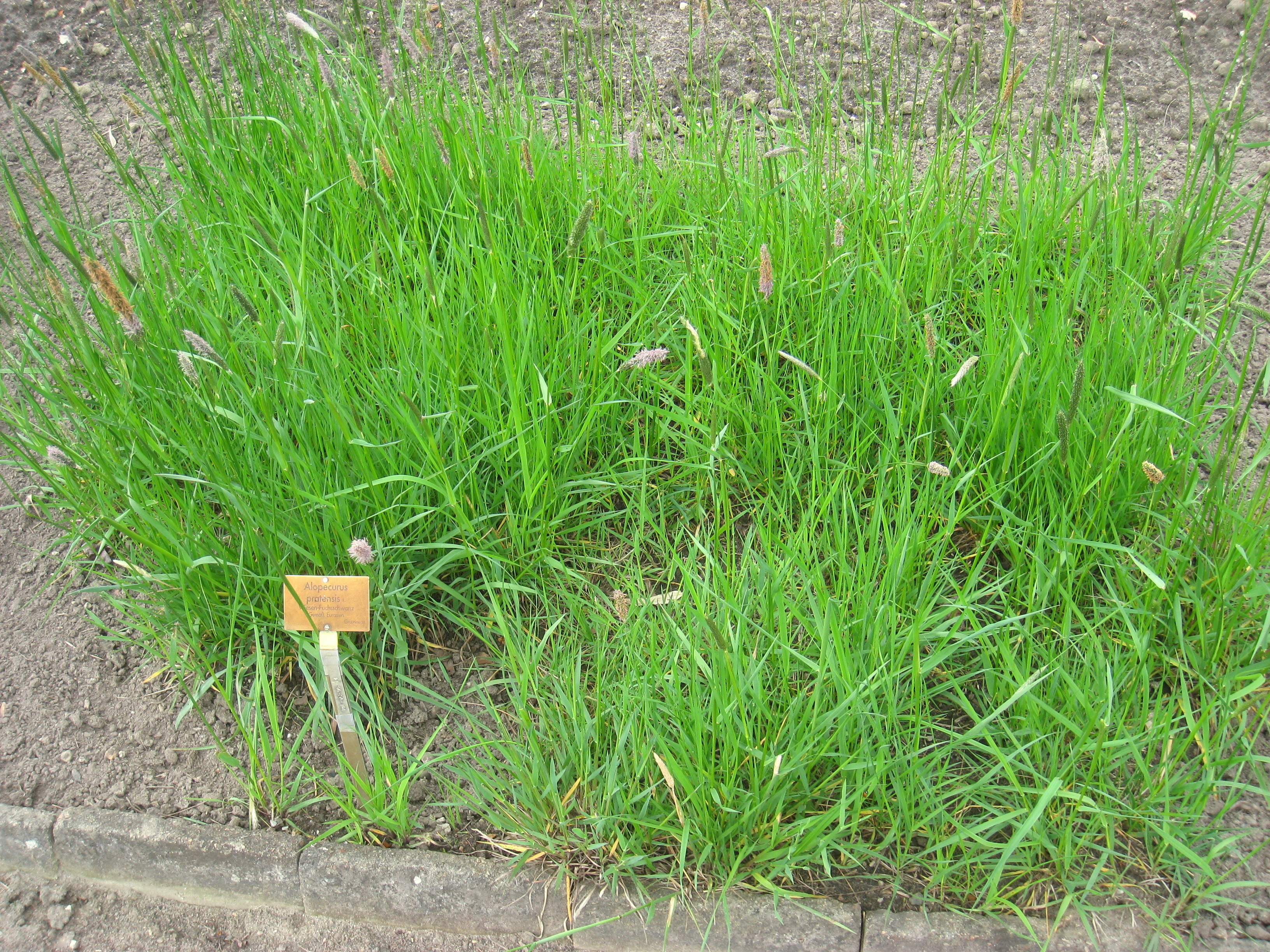
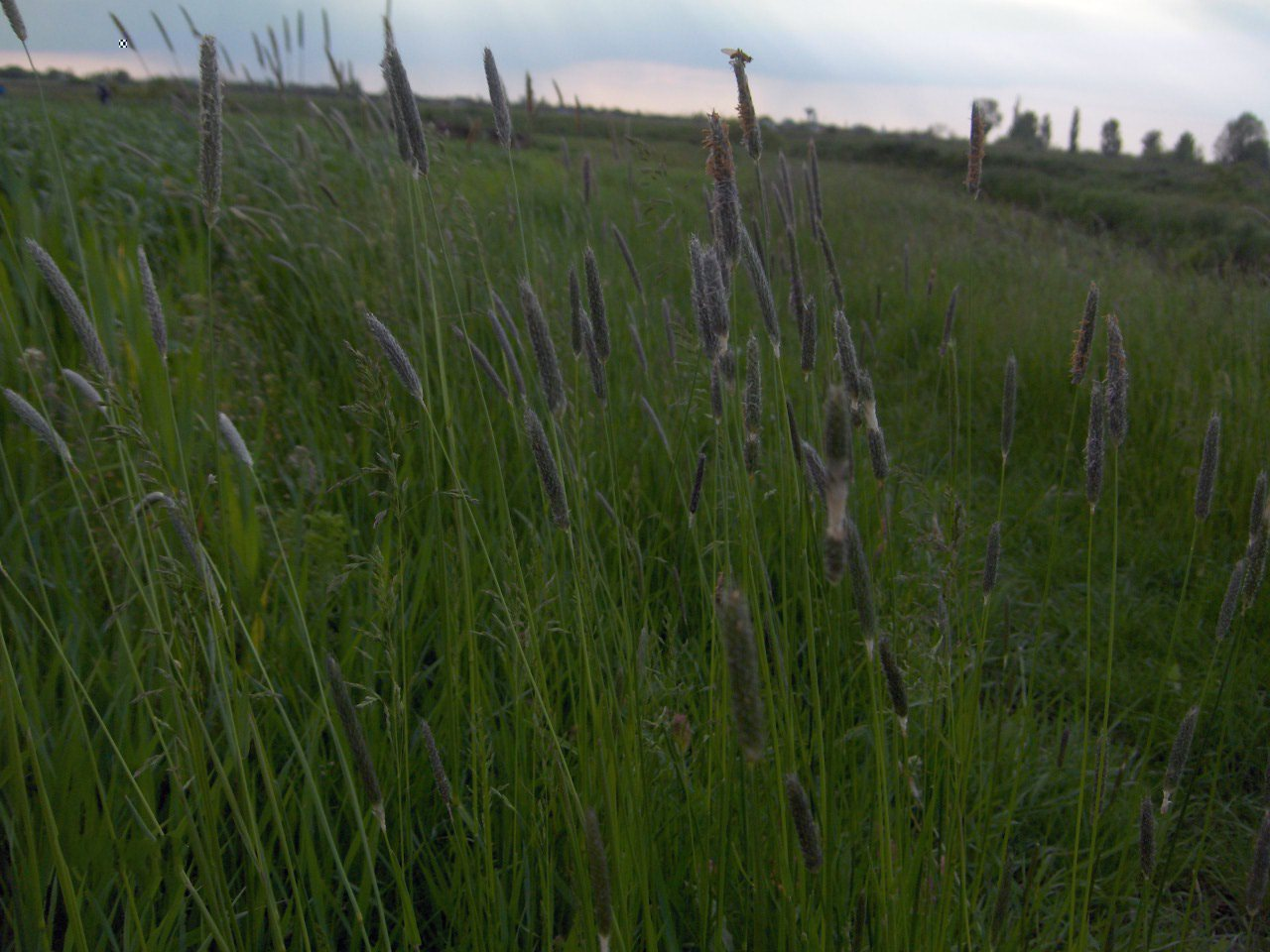
Réti ecsetpázsit üde réten
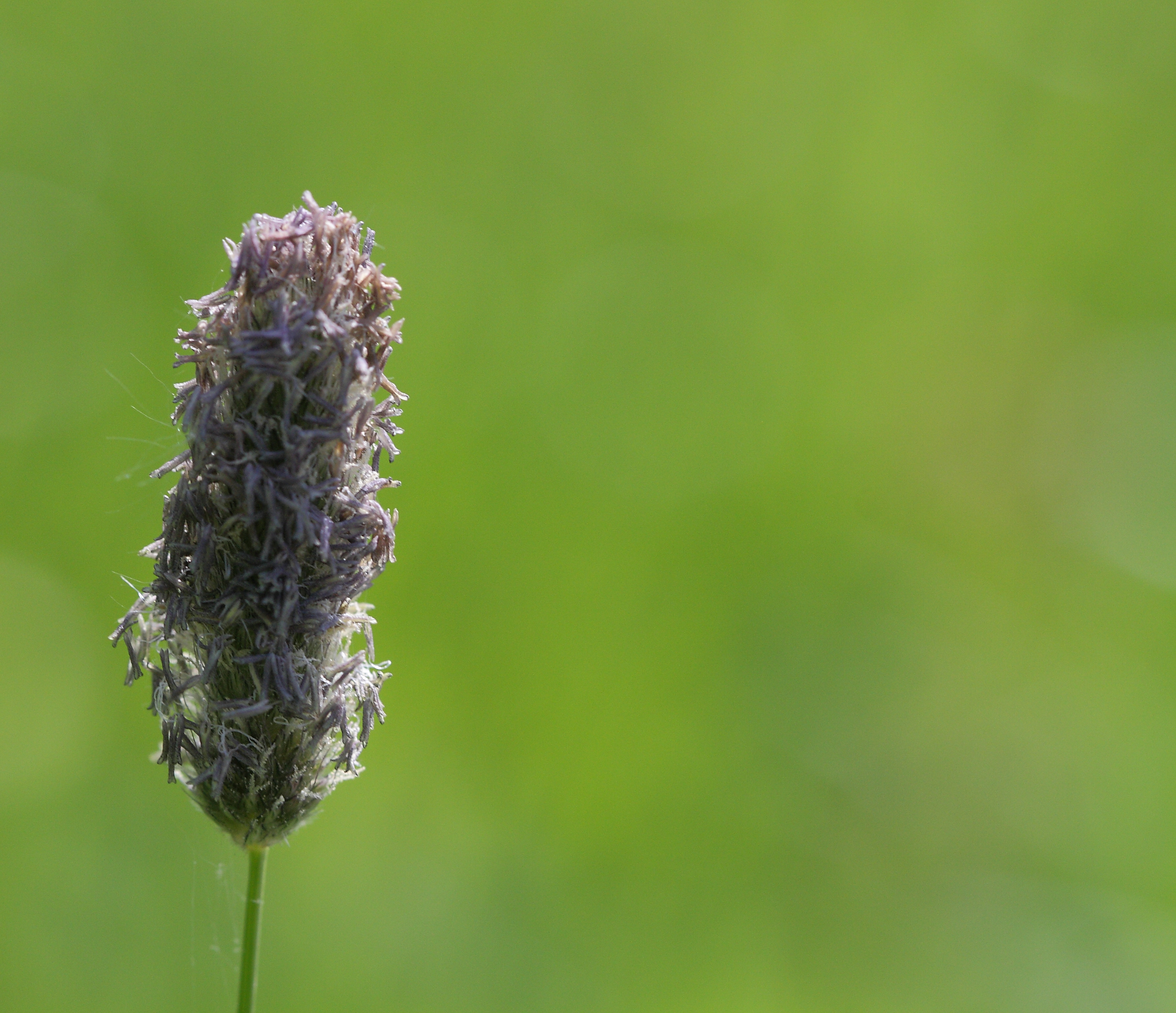
Réti ecsetpázsit kalászkái
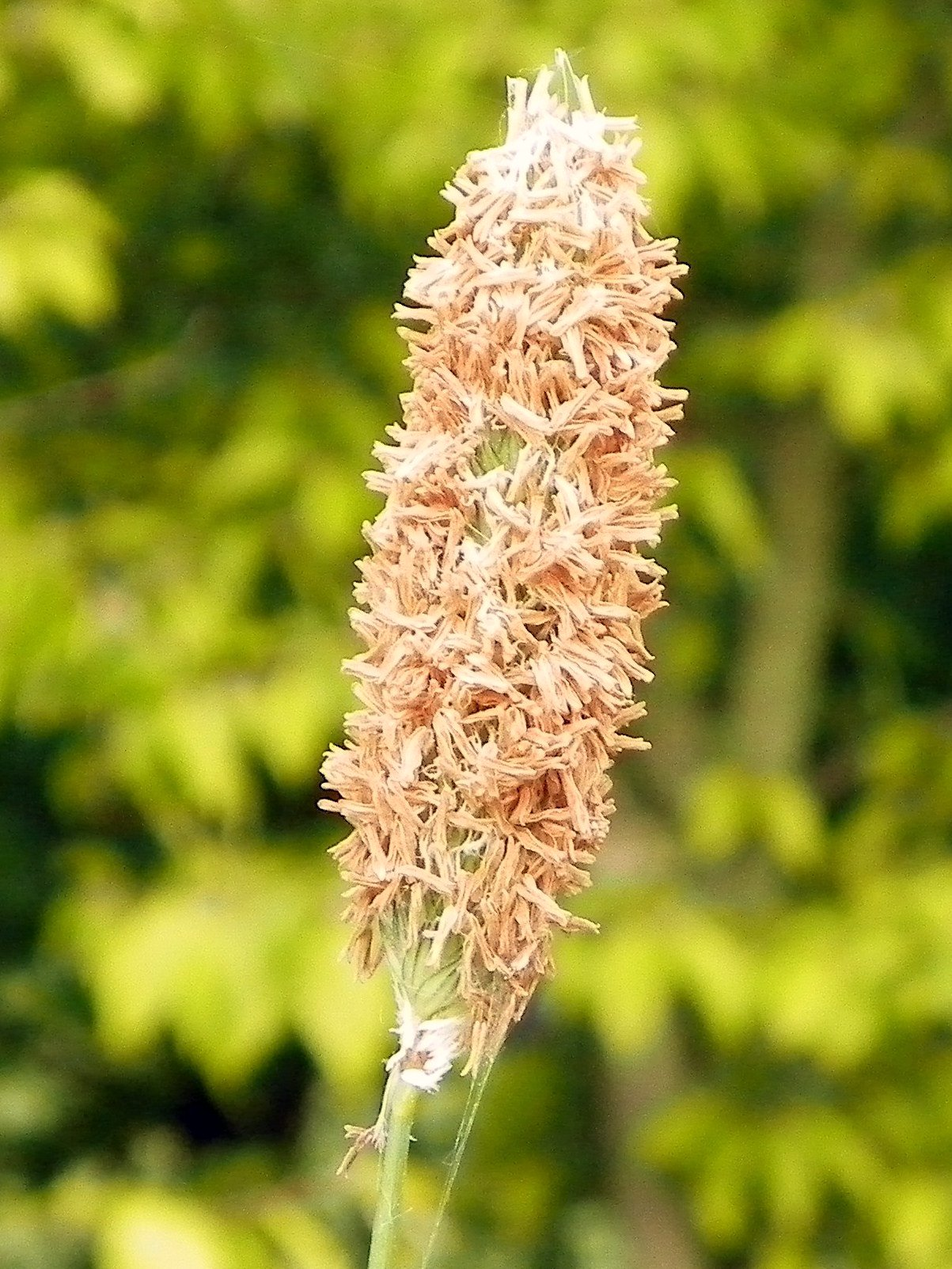
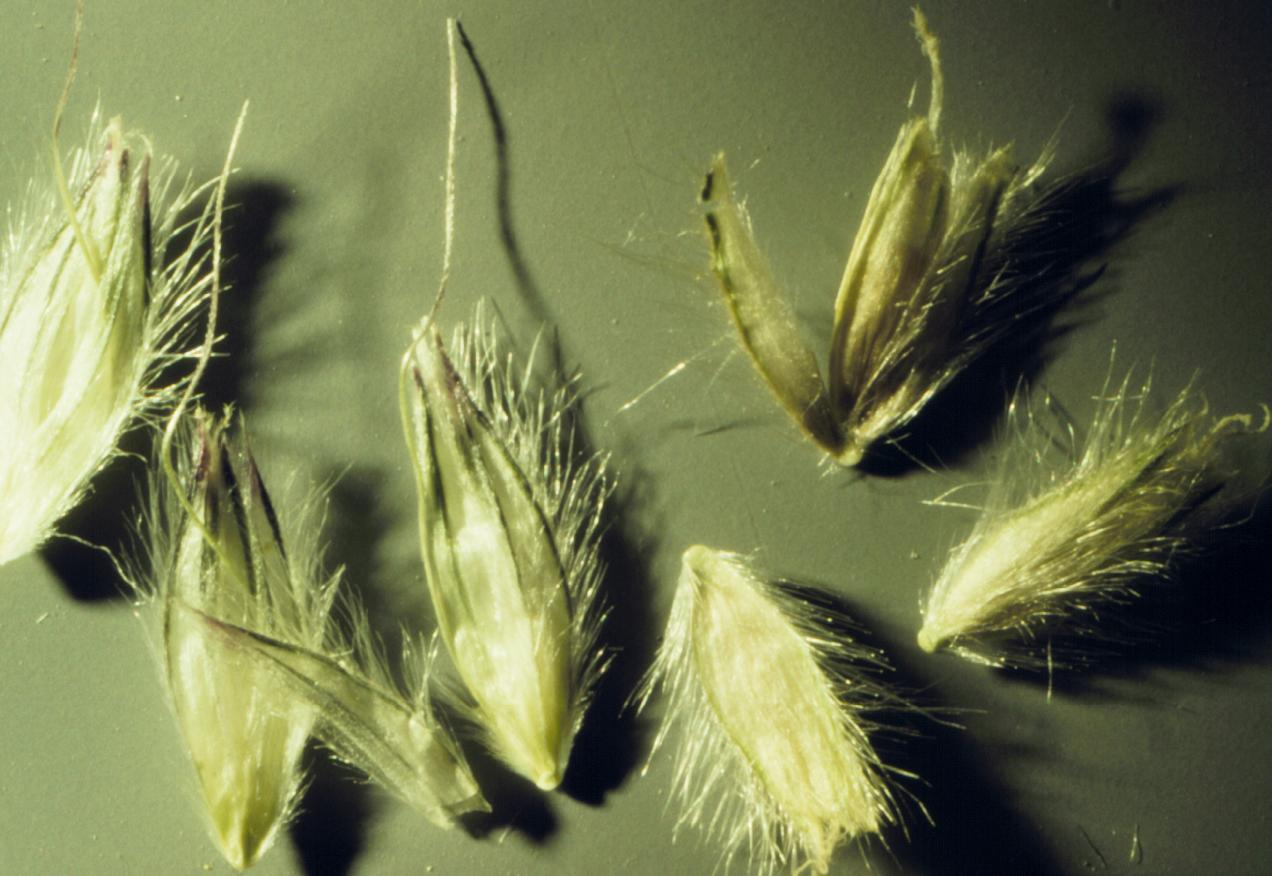
Termései,
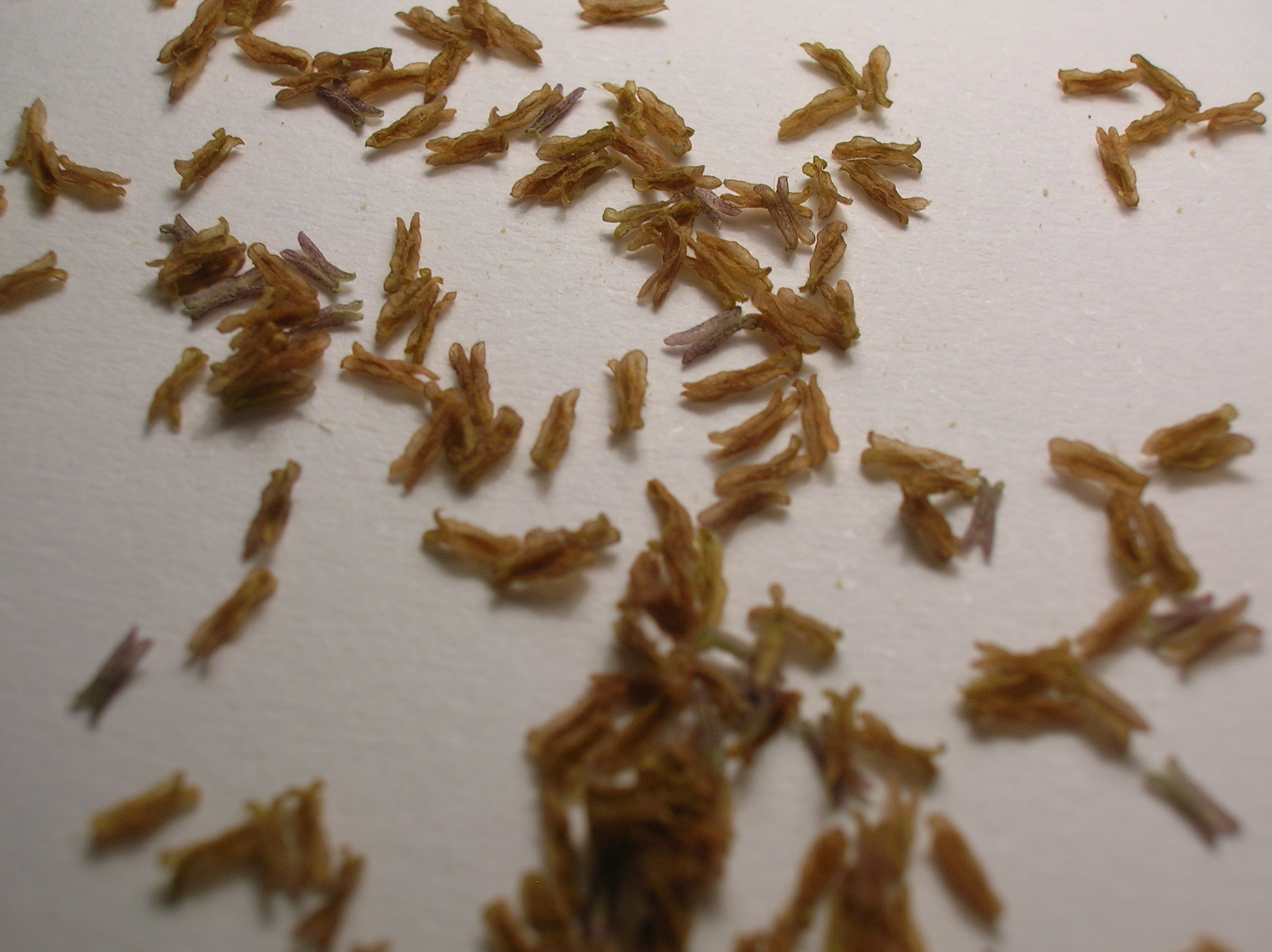
magvai,
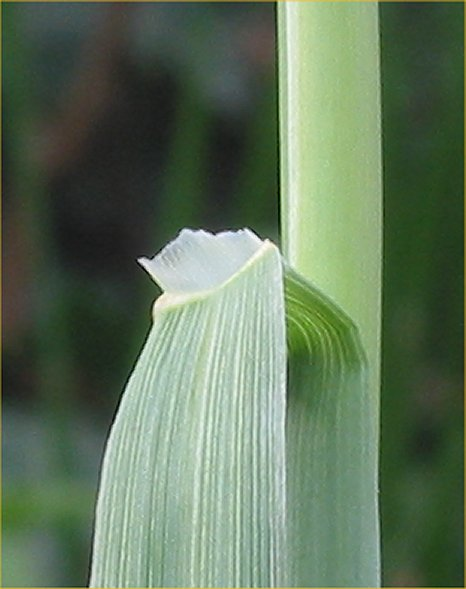
és szára levéllel
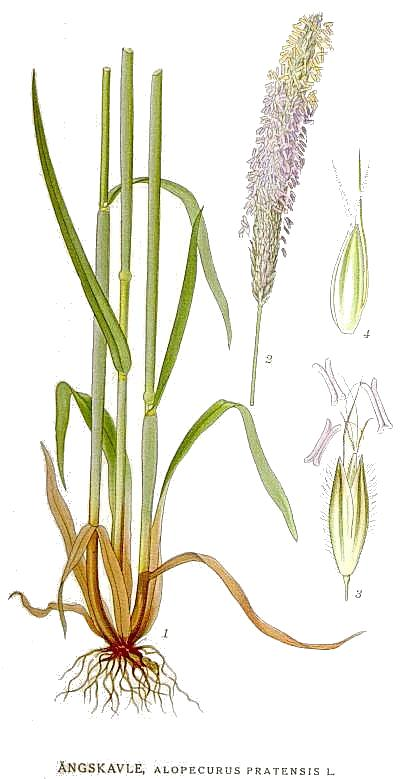
Herbáriumi illusztráció